# ینگی‌قرغان (ولایت نمنگان)
ینگی‌قرغان (به ازبکی: Yangikurgan) یک منطقهٔ مسکونی در ازبکستان است که در ناحیه ینگی‌قرغان واقع شده‌است. ینگی‌قرغان ۱۱٬۵۶۱ نفر جمعیت دارد.